# イブニングソニック
イブニングソニックは、北陸放送（MRO）のあなたの時間 イブニング・レディオ 内にある10分間のコーナー。2017年3月までは単独番組だった。放送開始は2015年9月28日。

## 番組概要
基本的には、パーソナリティの一人喋りで番組を進行している。2015年9月-2016年3月までは、各曜日での出演者が異なっていたが、2016年4月以降は、放送当日のTwin Wave 940 のパーソナリティが担当しているケースが多かった。（ただ、公式には定められておらず日替わりだった。）
同じく2016年4月以降より、みひらRクリニックが一社提供の番組スポンサーとなり、番組名の冠にスポンサー名が付いている。番組内には「おたよりPowerBox」という名前のコーナーも存在するが、地域イベントの告知をするコーナーであり、また番組の放送時間自体も短いため、リスナーからのお便りの紹介は行っていなかった。
2018年4月の番組再編により、夕方の短時間番組を再編し、あなたの時間 イブニング・レディオの放送を開始。これに伴い、同番組のコーナーとなった。

## 放送時間
- 月曜日 - 金曜日：18:00 - 18:10（JST）

## パーソナリティ
- 上坂典子(月・火・水）
- 久保田修平(木・金、2020年1月-)

※あなたの時間　イブニング・レディオに準ずる。

## 過去のパーソナリティ
- 川瀬裕子
- 角野達洋
- 福島彩乃
- 谷川恵一
- 西尾知亜紀
- 土井悠平
- 大木文香
- 竹村りゑ
- 小野塚愛美
- 坐間妙子（木・金）(2018年から2019年12月)